# Imperium (Rome)
Het imperium was in het oude Rome de term die men gebruikte om de formeel toegekende militaire (en politieke) macht mee aan te duiden. De betekenis van de term heeft in de loop van de tijd een zekere ontwikkeling doorgemaakt. In brede zin betekent het elk militaire opperbevel dat aan een (ook niet-Romeins) bevelhebber werd gegeven. In enge zin heeft het betrekking op het militair opperbevel toegekend aan de hoogste republikeinse ambtenaren (consul, praetor, dictator, magister equitum).

## Algemene kenmerken
In de vroege republiek was het imperium een aspect van het auspicium (beschikkingsrecht) van een opperbevelhebber. Ten laatste vanaf de 4e eeuw v.Chr. werd ook het auspicium imperiumque (Plaut., Amph. 192, 196.) toegekend aan opperbevelhebbers in buitenlandse oorlogen. In de late republiek was het imperium een begrip dat zowel militair als civiel beschikkingsrecht van een magistraat inhield. Het zogenaamde "totale imperium" behoorde dus niet tot de koningstijd of vroege republiek, maar was het resultaat van een politieke evolutie in de late republiek. De iurisdictio (recht om recht te spreken) was niet in dit imperium inbegrepen.

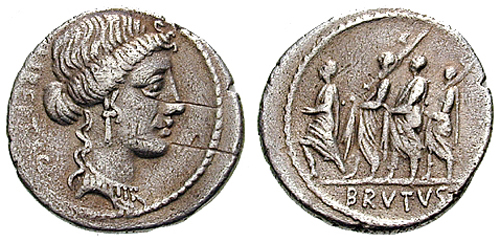
Een denarius met op de keerzijde consul Lucius Iunius Brutus, tussen twee lictores, voorafgegaan door een accensus met BRVTVS in de afsnede (54 v.Chr.).

De magistraten cum imperio ("met imperium") werden vergezeld van lictores met fasces, die de coercitio (recht om burgers te tuchtigen) van de magistraat cum imperio ten uitvoer moesten brengen. Deze coercitio werd echter sinds 300 v.Chr. ingeperkt door het ius provocationis (het recht op provocatio ad Populum (beroep bij het volk) tegen een uitspraak van een ambtenaar)
De magistraten (cum imperio) waren gebonden aan collegialiteit en annuïteit van hun ambt en gehouden aan het verbod op continuering, iteratie (herhaling) en cumulatie van hun ambt. De lagere ambten hadden ook het ius intercessionis (het recht tot intercessio ("tussenkomst"); o.a voor tribunus plebis ("volkstribuun")). De ambtsbevoegdheden werden bepaald door de potestas ("gezag") van de ambtenaar, dat maior (hoger) of minor (lager) was.
De ambtenaren cum imperio werden gekozen in de comitia centuriata, waarbij zij ook het auspicium (het recht om de vlucht van vogels te bestuderen) kregen. De auspicia militiae (militaire competenties) werden pas ná de verkiezing in de comitia centuriata door een door de comitia curiata gestemde lex curiata de imperio toegekend. Dit was nog een overblijfsel uit de tijd dat de hoge ambtenaren in de comitia curiata werden gekozen.

## Koningstijd en vroege republiek
Het Romeins Koninkrijk (ca. 800-510 v.Chr.) werd oorspronkelijk bestuurd door een Indo-Europese rex (koning), die gekozen werd door de vergadering van weerbare mannen van Rome (curia). Deze bekleedde de rex met het imperium. Bovendien bezat de rex, wiens ambtswoning de regia was, ook een religieuze functie. De rex werd in zijn regeringstaken bijgestaan door een raad van afgevaardigden uit de tribus ("stammen") van Rome: de senatus ("senaat").
De rex zou rond 500 v.Chr. stilaan zijn bevoegdheden verliezen, waaronder zijn imperium dat aan een praetor maximus zou zijn toegevallen (cf. Liv., VII 5-7.). Uiteindelijk zou enkel het religieuze ambt van rex sacrorum overblijven als restant van het koningschap. Men is het er echter niet over eens of de voorvermelde praetor maximus de enige ambtenaar was of dat hij deel uitmaakte van een college van ambtenaren (twee of drie praetores). Sommigen menen dat praetor maximus simpelweg een andere naam is voor consul, terwijl anderen ervan overtuigd zijn dat het om een apart ambt ging. In ieder geval zou het imperium niet langer meer voor het leven worden verleend (Liv., II 1.7.).

## Republiek
In de republiek hadden de magistraten cum imperio vooral militaire, maar ook steeds meer administratieve bevoegdheden in de gebieden buiten Rome (militae).
Rond het midden van de 3e eeuw v.Chr. werden andere voorwaarden verbonden aan de nieuwe ambten van de praetor peregrinus en de praetores voor de provinciae Sicilia, Sardinia et Corsica, Hispania Citerior en Hispania Ulterior. Sinds 327 v.Chr./326 v.Chr. werd de prorogatio imperii ("verlenging van het imperium"), waartoe in de regel door de senaat en het volk werd besloten, toegekend. Hierdoor kreeg men het imperium pro consule ("imperium voor een consul"; proconsul) en het imperium pro praetore ("imperium voor een praetor"; propraetor). De dragers van een imperium pro consule of praetore mochten niet binnen het pomerium komen. Opdat men toch een triomftocht kon houden, werd het een imperiumdrager door een plebiscitum (volksbesluit) voor één dag toegestaan mét zijn imperium in het bereik domi (van thuis) te komen.

## Late republiek
In de late republiek werd het imperium bijgeschaafd onder de dictator Lucius Cornelius Sulla en het Tweede Triumviraat.

### Lucius Cornelius Sulla

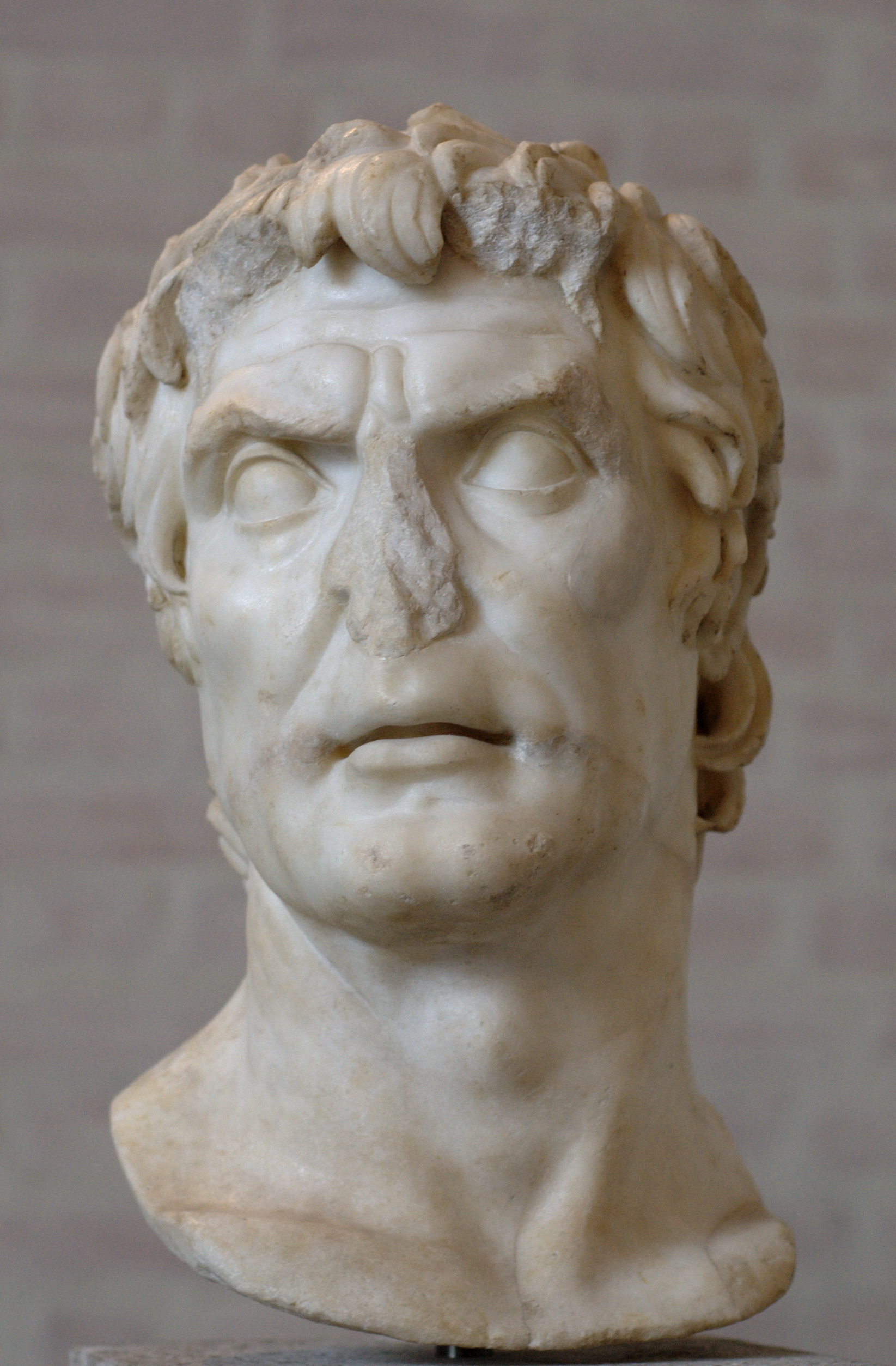
De zogenaamde Sulla (Augusteïsche kopie van buste uit - 2e eeuw, Glyptothek München).

Dictator Lucius Cornelius Sulla liet de reguliere magistraten cum imperio hun ambtstermijn in Rome zelf uitoefenen (domi), terwijl promagistraten buiten Rome hun imperium pro consulare vel praetore uitoefenden (militae). Na hun ambtstermijn kregen ze als promagistraat een imperium militae (imperium voor het "buitenland"). Tussen 80 v.Chr. en 49 v.Chr. werd het militaire commando steeds meer gescheiden van het civiele gezag. Door een senatusconsultum uit 53 v.Chr. en een lex Pompeia werd er een interval van vijf jaar tussen de magistratuur en promagistratuur ingesteld, waardoor de promagistratuur niet langer een verlenging van een imperium was, maar eerder een nieuwe ambtsvorm met een imperium militae. Onder Augustus zou Sulla's hervorming pas echt worden afgesloten.

### Tweede Triumviraat
Het imperium pro consulare van de triumviri van het Tweede Triumviraat paste in het rijtje van de imperia extraordinaria of infinita die toegekend waren aan promagistrati of privati (privaatpersonen) (o.a. Gnaius Pompeius Magnus maior, Gaius Julius Caesar). Het ging hierbij om imperia militae (dus enkel geldend in de provinciae), dat concurreerde met dat van de promagistraten in een provincia (Cic., ad Att. IV 1,7; Phil. XI 30.).
De triumviri Rei Publicae Constituendae Consulari Potestate zouden op grond van de lex Titia uitzonderlijk ambtenaren zijn naast de consuls met zowel een imperium pro consulare over meerdere provinciae als de bevoegdheden van een magistraat binnen het pomerium. Hiermee was de opdeling van het imperium door Sulla in een imperium domi en een imperium militae definitief, daar zelfs het triumviraat zich hield aan deze scheiding (zij het wel dat ze deze twee cumuleerden).

## Principaat

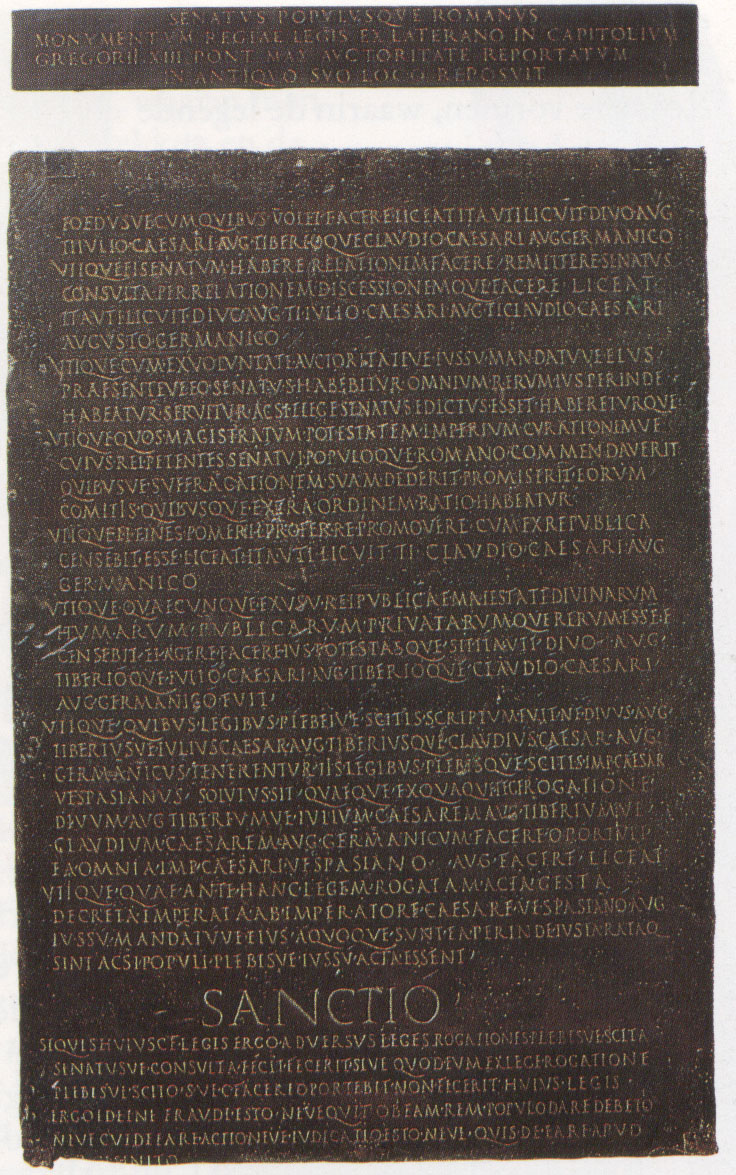
De lex de imperio Vespasiani.

In de praktijk hadden de hoge ambtenaren onder het principaat de facto geen militair bevel meer. Het imperium consulare en imperium proconsulare (voor het eerst aangetroffen bij Val. Max., VI 9 § 7, VIII 1 amb. 2.) vormde samen met de tribunicia potestas het fundament van de princeps zijn macht. In 23 v.Chr. werd het dit imperium toegestaan ook in Rome zelf zich te laten gelden (Cass. Dio, LIII 32.5.). Omdat de volgende principes dit imperium door de senaat (en later vooral door het leger) werd toegekend, werd zijn regeringsaantreding dies imperii genoemd.
Het was onder het principaat dat het imperium maius zich ontwikkelde, dat was gebaseerd op een potestas maior ten opzichte van een proconsul. De princeps zou zich tot Nero of zelfs Traianus geen proconsul noemen. Het praenomen imperatoris (toegekend aan Gaius Julius Caesar, zijn adoptiezoon Gaius Julius Caesar Augustus, en vele andere keizers na hem.) en het uitroepen van de princeps tot imperator na een overwinning (die vaak door een ander werd behaald) toonden het militaire karakter van dit imperium.
Het geheel van bevoegdheden van de princeps zou de imperatoria potestas worden genoemd in de lex de imperio Vespasiani (cf. CIL VI 930.) die Vespasianus in 69 zijn bevoegdheden als princeps schonk.

## Dominaat
Door het verlies van de militaire bevoegdheid van het imperium onder Augustus werd er door de juristen in de 3e eeuw het imperium merum (zuiver imperium) en het imperium mixum (gemengd imperium) onderscheiden, waarbij de iurisdictio als belangrijkste element werd gezien van het imperium van hoge magistraten (Dig. 1 tit. 21 § 5.1, 2 tit. 1 § 3-4, 50 tit. 1 § 26.).
Rond dezelfde periode werd de imperatoria potestas niet langer door de senaat toegekend, maar bij acclamatio tot imperator door het leger. Voortaan zou de keizer worden verkozen door het leger en moest de senaat hier slechts mee instemmen.